# Latvijas Mobilais Telefons
SIA Latvijas Mobilais Telefons (LMT) – łotewski operator sieci mobilnych GSM/UMTS/LTE.

## Historia
Firma została założona 2 stycznia 1992 roku. Była pierwszym operatorem sieci komórkowej w kraju, przez co ugruntowała swoją pozycję operatora systemu NMT. W styczniu 1995 roku zaczęła obsługiwać także sieć GSM. Na podstawie badań rynkowych wystąpiła o rozszerzenie koncesji w celu umożliwienia korzystania z pasma 1800 MHz, na co otrzymała zezwolenie latem 1999 roku. W dniu 1 grudnia 1999 aktywnych było 14 stacji bazowych GSM 900/1800, a do końca tysiąclecia planowanych było uruchomienie 11 kolejnych.
Dnia 3 kwietnia 2000 roku LMT ogłosiło, że współpracuje z Hansabankiem w celu wprowadzenia jako pierwsi mobilnej bankowości w Łotwie. W listopadzie 2000 LMT uruchomiło usługę przedpłaconą (prepaid) o nazwie OKarte (OCard) w ramach istniejącej usługi abonamentowej. Kontynuacją współpracy z Hansabankiem było umożliwienie natychmiastowego doładowania kont prepaid z dowolnego bankomatu Hansabank. W dniu 7 października 2013 roku usługa prepaid została połączona z brandingiem LMT i przemianowana na LMT Okarte.
W styczniu 2002 roku LMT ogłosiło, że do końca roku przestanie wspierać sieć NMT. Jeszcze w tym samym roku zaczęło wdrażać GPRS, zapewniając jego dostępność na całej Łotwie od września 2002 roku. 31 marca 2003 roku LMT ogłosiło wsparcie dla MMS. Po uzyskaniu licencji pierwsze uruchomienie komercyjnej sieci UMTS miało miejsce w grudniu 2004 roku. Wkrótce potem, w czerwcu 2005 roku, EDGE został wprowadzony w Rydze i Jurmale przez LMT, a wdrażanie HSDPA rozpoczęło się w sierpniu 2006 roku.
Dnia 26 września 2008 roku we współpracy z TeliaSonerą firma LMT rozpoczęła sprzedaż urządzeń firmy iPhone na terenie Łotwy.
Sieć LTE została udostępniona komercyjnie 31 maja 2011 roku, ale początkowo nie była dostępna dla użytkowników telefonów. Pierwszy ogólnomiejski zasięg sieci LTE na Łotwie był dostępny w Lipawie w lipcu 2012 roku, a po dalszym rozwoju sieci LTE zostało udostępnione użytkownikom telefonów 5 listopada 2013 roku bez żadnych dodatkowych opłat. Według stanu na kwiecień 2014 roku 50% Łotyszy miało dostęp do sieci LTE, natomiast firma LMT planowała zapewnić jej zasięg na całym terytorium Łotwy, w tym na obszarach wiejskich, do 2016 roku.
W kwietniu 2013 roku LMT rozpoczęło projekt „LMT dla Łotwy” (łot. LMT Latvijai) – kompleksowy i ogólnokrajowy projekt CSR we współpracy z lokalnymi gminami i mieszkańcami różnych łotewskich miast. W 2014 roku dzięki inicjatywie „LMT dla Łotwy” zostały zrealizowane m.in. takie inicjatywy jak: nowy plac zabaw dla dzieci i zmodernizowana biblioteka w Preiļi, sprzęt do ćwiczeń na świeżym powietrzu w Tukums, zakup lornetki do obserwacji ptaków w rezerwacie przyrody Sātiņi, festyn młodzieżowy w Saldus. Ostatecznym celem projektu jest poprawa życia i środowiska łotewskich społeczności regionalnych oraz wspieranie inicjatyw osób prywatnych, firm i różnych organizacji pozarządowych w celu osiągnięcia rozwoju miasta i uczynienia życia lepszym, a otoczenia – piękniejszym.
Według stanu na czerwiec 2014 roku LMT posiadało umowy roamingowe na usługi połączeń głosowych i wiadomości tekstowych z 446 operatorami w 204 krajach w Europie, Afryce, Azji, Oceanii i Ameryce, w tym także ze statkami i sieciami łączności satelitarnej, podczas gdy mobilne usługi internetowe były dostępne w 372 sieciach operatorów w 171 krajach. W kwietniu 2023 roku liczby te zwiększyły się. Umowy roamingowe na usługi połączeń głosowych i wiadomości tekstowych były dostępne u 472 operatorów w 209 krajach w Europie, Afryce, Azji, Oceanii i Ameryce, a także na statkach iw sieciach łączności satelitarnej. Z kolei w telefonie lub komputerze z Internetu w sieciach 363 operatorów w 184 krajach.
W 2015 LMT był największym dostawcą usług telekomunikacyjnych, obsługując na początku 2015 roku 1 113 197 klientów, o 30 tys. więcej niż rok wcześniej.
1 czerwca 2021 roku ogłoszono, że SIA „Latvijas mobilais telefons” kupi działającą również na Litwie sieć transmisji danych i rozwiązania w zakresie bezpieczeństwa IT firmy SIA Santa Monica Networks. Do tego czasu właścicielami SIA Santa Monica Networks była spółka komandytowa KS EuVECA Livonia Partners Fund I (51,89%), SIA C 3 (34,68%), estońska spółka Alkonda OÜ (11,64%) oraz kilka osób fizycznych. Po otrzymaniu zgody Rady ds. Konkurencji Łotwy i Litwy, 11 października LMT sfinalizowało przejęcie Santa Monica Networks. W kilku rundach aukcji, które odbyły się w Łotwie w grudniu 2021 roku, LMT nabyło pasma częstotliwości 700 MHz za 5,758 mln euro.